# Vertain
Vertain település Franciaországban, Nord megyében. Lakosainak száma 524 fő (2022. január 1.). Vertain Saint-Martin-sur-Écaillon, Escarmain, Haussy, Romeries és Solesmes községekkel határos.

## Népesség
A település népessége az elmúlt években az alábbi módon változott:
| Lakosok száma | 525  | 530  | 532  | 517  | 510  | 510  | 508  | 513  | 524  |
|               | 2013 | 2015 | 2016 | 2017 | 2018 | 2019 | 2020 | 2021 | 2022 |